# الأمير ياقوتي
الأمير ياقوتي هو ابن جاغري بك وشقيق ألب أرسلان . كان والد إسماعيل بن ياقوتي، أمير أذربيجان لإمبراطورية السلاجقة الكبرى، و شارك في معركة ملاذكرد مع الب ارسلان وجيشه.